# Diernæs Sogn
Diernæs Sogn er et sogn i Fåborg Provsti (Fyens Stift).
I 1800-tallet var Diernæs Sogn, der hørte til Sallinge Herred i Svendborg Amt, anneks til Fåborg Sogn, der lå i Faaborg Købstad. Den hørte kun geografisk til herredet. Diernæs sognekommune blev ved kommunalreformen i 1970 indlemmet i Faaborg Kommune, der ved strukturreformen i 2007 indgik i Faaborg-Midtfyn Kommune.
I Diernæs Sogn ligger Diernæs Kirke.
I sognet findes følgende autoriserede stednavne:
- Agermose (bebyggelse)
- Alléskoven (areal, bebyggelse)
- Diernæs (bebyggelse, ejerlav)
- Enemærket (areal)
- Holstenshus (ejerlav, landbrugsejendom)
- Holstensprøve (bebyggelse)
- Kaleko (bebyggelse, ejerlav)
- Katterød (bebyggelse, ejerlav)
- Kongenshøj (areal)
- Landevejshuse (bebyggelse)
- Lindebjerg (bebyggelse)
- Lisesminde (bebyggelse)
- Nyhave (areal, bebyggelse)
- Pipstorn (areal)
- Skelbanke (bebyggelse)
- Store Øresø (vandareal)
- Sundbjerg (bebyggelse)
- Svanninge Huse (bebyggelse)

55°06′21″N 10°17′39″Ø / 55.10583°N 10.29417°Ø